# Episodi di Las Vegas (terza stagione)
La terza stagione della serie televisiva Las Vegas, composta da 23 episodi, è stata trasmessa negli Stati Uniti dal canale NBC dal 19 settembre 2005 al 12 maggio 2006.
In Italia è andata in onda sul canale Fox e, in chiaro su Rai 2.
| nº | Titolo originale                    | Titolo italiano                           | Prima TV USA      | Prima TV Italia  |
| -- | ----------------------------------- | ----------------------------------------- | ----------------- | ---------------- |
| 1  | Viva Las Vegas                      | Viva Las Vegas                            | 19 settembre 2005 | 11 dicembre 2006 |
| 2  | Fake the Money and Run              | Un falso quasi perfetto                   | 26 settembre 2005 | 11 dicembre 2006 |
| 3  | Double Down, Triple Threat          | Il rapimento                              | 3 ottobre 2005    | 18 dicembre 2006 |
| 4  | Whatever Happened To Seymour Magoon | Che fine ha fatto Seymour Magoon?         | 10 ottobre 2005   | 18 dicembre 2006 |
| 5  | Big Ed De-cline                     | Il declino del grande Ed                  | 17 ottobre 2005   | 25 dicembre 2006 |
| 6  | The Real McCoy                      | Il vero McCoy                             | 24 ottobre 2005   | 25 dicembre 2006 |
| 7  | Everything Old Is You Again         | Un tuffo nel passato                      | 7 novembre 2005   | 1º gennaio 2007  |
| 8  | Bold, Beautiful, and Blue           | La stella del Kashmir                     | 14 novembre 2005  | 1º gennaio 2007  |
| 9  | Mothwoman                           | Il congresso del fumetto                  | 21 novembre 2005  | 8 gennaio 2007   |
| 10 | For Sail by Owner                   | Vendesi                                   | 28 novembre 2005  | 8 gennaio 2007   |
| 11 | Down & Dirty                        | Una truffa milionaria                     | 5 dicembre 2005   | 15 gennaio 2007  |
| 12 | Bait and Switch                     | I diamanti scomparsi                      | 2 gennaio 2006    | 15 gennaio 2007  |
| 13 | The Bitch is Back                   | Il fantasma                               | 9 gennaio 2006    | 22 gennaio 2007  |
| 14 | And here's Mike with the Weather    | Le previsioni del tempo di Mike           | 23 gennaio 2006   | 22 gennaio 2007  |
| 15 | Urban Legends                       | Leggende metropolitane                    | 6 febbraio 2006   | 29 gennaio 2007  |
| 16 | Coyote Ugly                         | Insalata con dita                         | 3 marzo 2006      | 29 gennaio 2007  |
| 17 | Lyle & Substance                    | Sfide culinarie                           | 10 marzo 2006     | 5 febbraio 2007  |
| 18 | Like A Virgin                       | L'abito da sposa                          | 17 marzo 2006     | 5 febbraio 2007  |
| 19 | Cash Springs Eternal                | Il calendario                             | 31 marzo 2006     | 12 febbraio 2007 |
| 20 | All Quiet on the Montecito Front    | Tutto tranquillo sul fronte del Montecito | 7 aprile 2006     | 12 febbraio 2007 |
| 21 | Chaos Theory                        | La teoria del caos                        | 28 aprile 2006    | 19 febbraio 2007 |
| 22 | Fidelity, Security, Delivery        | Il baro                                   | 5 maggio 2006     | 19 febbraio 2007 |
| 23 | Father of the Bride                 | Delinda si sposa                          | 12 maggio 2006    | 26 febbraio 2007 |